# Jean-Claude Michel Gillet
Jean-Claude Michel Gillet est un homme politique français né le 7 mars 1759 à Argenteuil et décédé le 5 septembre 1810 à Paris.

## Biographie
Neveu d'un chanoine de Meaux, il succède à son père comme procureur fiscal à Argenteuil en 1783. Il est procureur syndic du district de Saint-Germain-en-Laye en 1790 et 1791, puis accusateur public près le tribunal de Seine-et-Oise en 1792. Il est élu député de Seine-et-Oise au Conseil des Cinq-Cents le 25 germinal an VI. Favorable au coup d'État du 18 Brumaire, il est nommé membre du Tribunat. Il devient conseiller maître à la cour des Comptes en 1807 et est créé chevalier d'Empire en 1808.

## Sources
- « Jean-Claude Michel Gillet », dans Adolphe Robert et Gaston Cougny, Dictionnaire des parlementaires français, Edgar Bourloton, 1889-1891 [détail de l’édition]